# Biamaraen (Ort)
Biamaraen (Biamarae) ist ein osttimoresischer Ort in der Aldeia Biamaraen (Suco Hataz, Verwaltungsamt Atabae, Gemeinde Bobonaro). Er liegt in einer Meereshöhe von 88 m.
Das Dorf befindet sich an der Straße am Westufer des Flusses Nunutura (Nunura). Nordwestlich liegt an ihr der Nachbarort Biamarae Leten, südlich das Dorf Sulilaco im Suco Leolima. In Biamaraen trifft außerdem von Norden eine Straße aus dem Suco Aidabaleten im Norden auf die Uferstraße. Nahe der Kreuzung befinden sich im Ort eine Grundschule und eine Kirche.